# ŽFK Zvezda 2005 Perm
El ŽFK Zvezda 2005 Perm és un club femení de futbol de Perm que juga a la Primera Divisió de Rússia. Ha guanyat 5 Lligues i 4 Copes des del 2007, i al 2009 va ser subcampió de la Lliga de Campions.

## Palmarès
- 5 Lligues de Rússia
  - 2007 - 2008 - 2009 - 2014 - 2015
- 4 Copes de Rússia
  - 2007 - 2012 - 2013 - 2015

| Edició |               | 1ª Fase previa ¹     | 2ª Fase previa ¹ | Quarts de final | Semifinals | Final        |
| ------ | ------------- | -------------------- | ---------------- | --------------- | ---------- | ------------ |
| 08/09  |               | Gintra Universitetas | Røa IL           | Brøndby IF      | Umeå IK    | FCR Duisburg |
| Edició | Fase previa ¹ | Setzens de final     | Vuitens de final | Quarts de final | Semifinals | Final        |
| 09/10  |               | SFK Sarajevo         | Røa IL           |                 |            |              |
| 10/11  |               | Apollon Limassol     | Røa IL           | Olympique Lió   |            |              |
| 14/15  |               | Stjarnan Gardabaer   | Linköpings FC    |                 |            |              |
| 15/16  |               | Stjarnan Gardabaer   | Slavia Praga     |                 |            |              |
| 16/17  |               | Pendent              |                  |                 |            |              |

- ¹ Fase de grups. Equip classificat pillor possicionat en cas d'eliminació o equip eliminat millor possicionat en cas de classificació.